# Rainfarn-Maskenbiene
Die Rainfarn-Maskenbiene (Hylaeus nigritus) ist eine solitäre Wildbienenart aus der Familie der Colletidae. Sie gehört zur Gattung der Maskenbienen und fliegt in einer Generation in Deutschland von Ende Mai bis Ende August. Sie wurde 2022 zur Wildbiene des Jahres gewählt.

## Merkmale

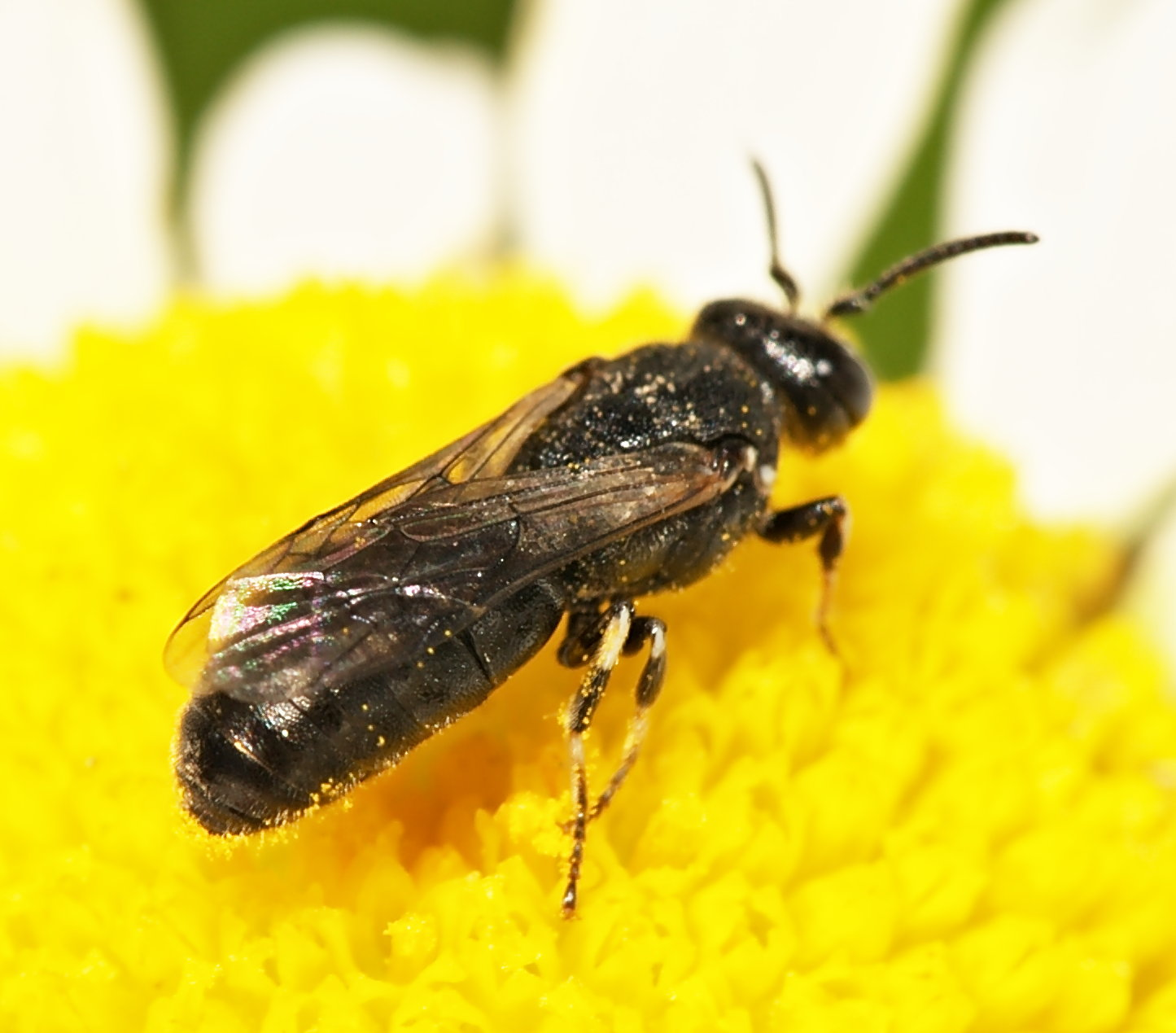
Rainfarn-Maskenbiene (Hylaeus nigritus), Männchen

Diese Maskenbiene ist mit 7 bis 9 mm Körperlänge relativ groß für ihre Gattung, sie ist schwarz und kaum behaart, die Zunge ist kurz und abgestumpft, es ist keine Sammelbehaarung vorhanden. Die Weibchen haben eine dreieckige weiße Gesichtszeichnung und lockere Haare am ersten Tergit. Männchen haben ein glänzendes, elfenbeinweißes Gesicht.

## Verbreitung und Lebensraum
Diese Maskenbiene kommt in großen Teilen Europas vor, von Spanien über Mitteleuropa bis zum Kaukasus, Westsibirien und Kasachstan. Sie ist nordwärts bis Finnland verbreitet, nicht jedoch in Großbritannien und Schweden. Südwärts ist die Art in Italien bis zur Toskana und Marche, in Griechenland und in der Türkei nachgewiesen. Außerdem kommt sie in Marokko vor.
In Deutschland ist die Art in allen Bundesländern verbreitet, jedoch in Schleswig-Holstein ausgestorben. In Österreich und der Schweiz ist sie aktuell aus allen Regionen gemeldet, in den Alpen kommt sie bis in 1600 m Höhe vor.
Die Rainfarn-Maskenbiene lebt in Sand- und Kiesgruben, Steinbrüchen, in Gebieten mit Trockenmauern oder Lösswänden. Die Art wird auch im Siedlungsbereich, in Gärten und Parks gefunden. Sie gilt als nicht vom Aussterben bedroht. Sie ist in den meisten Gebieten recht häufig.

## Lebensweise
Die Weibchen bauen ihre Nester in Gesteinsspalten, Ritzen von Steilwänden und zwischen aufeinander liegenden Steinen von Trockenmauern sowie in Rissen von Betonmauern. Dabei werden etwa 5 bis 20 dicht nebeneinander liegende Brutzellen angelegt, die mit Pollen und Nektar versorgt werden. Der Pollen wird wie bei allen Maskenbienen im Kropf transportiert. Die Rainfarn-Maskenbiene sammelt besonders gerne Pollen von Rainfarn, aber auch von anderen Korbblütlern wie Mutterkraut, Margerite, Wiesenschafgarbe etc., sie sind also oligolektisch. Die Larven überwintern als Ruhelarve.
Parasiten: Die Erzwespe Coleopencyrtus arenarius parasitiert in den Nestern der Maskenbiene. Die Art wird auch von Gasteruptioniidae befallen.